# Relación de las cosas de Yucatán

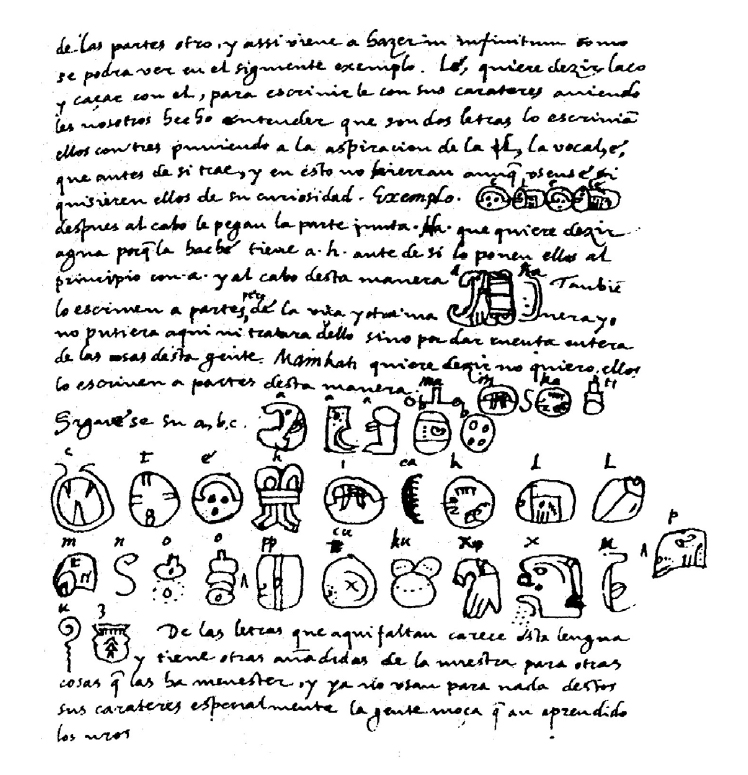
Seite aus der Schrift mit dem „Landa-Alphabet“

Die Relación de las cosas de Yucatán (deutsch „Bericht über die Sachen von Yucatán“) ist eine Rechtfertigungsschrift von Diego de Landa, des Bischofs von Yucatán, gegen den 1566 wegen Übergriffen gegen die einheimische Maya-Bevölkerung ein Verfahren angestrengt wurde. Nach dem Prozess verschwand dieses Dokument in den königlich-spanischen Archiven und wurde erst 1862 von Charles Étienne Brasseur de Bourbourg in Madrid wiederentdeckt.
Diego de Landa hatte in missionarischem Eifer alle in der Maya-Schrift verfassten Schriftstücke verbrennen lassen. In diesem Dokument versuchte de Landa unter anderem auch das Maya-Alphabet mit Hilfe von einheimischen adligen Informanten wie Gaspar Antonio Chi oder Nachi Cocom zu rekonstruieren, was ihm nicht gelang, da ihm jedes Verständnis für das Schriftsystem der Maya fehlte. Das von ihm tradierte, sogenannte Landa-Alphabet (Bild) führte in der Folge auch viele Forscher in die Irre, spielte aber letztendlich bei der Entzifferung der Maya-Schrift in den 1950er-Jahren durch Juri Knorosow eine entscheidende Rolle.

## Ausgaben
- Diego de Landa: Relación de las cosas de Yucatán. Um 1566 (Umschrift spanisch, online auf wayeb.org; PDF, 513 kB)
- Deutsch: Bericht aus Yucatán. Übers. Ulrich Kunzmann, mit einem Aufsatz v. Linda Schele u. Mary E. Miller, Abb. Hg. u. Nachw. v. Carlos Rincon; Reclam, Leipzig 1990, ISBN 3-379-00528-2; Stuttgart/Ditzingen 2007, ISBN 978-3-15-020528-0.